# Hradecký kraj

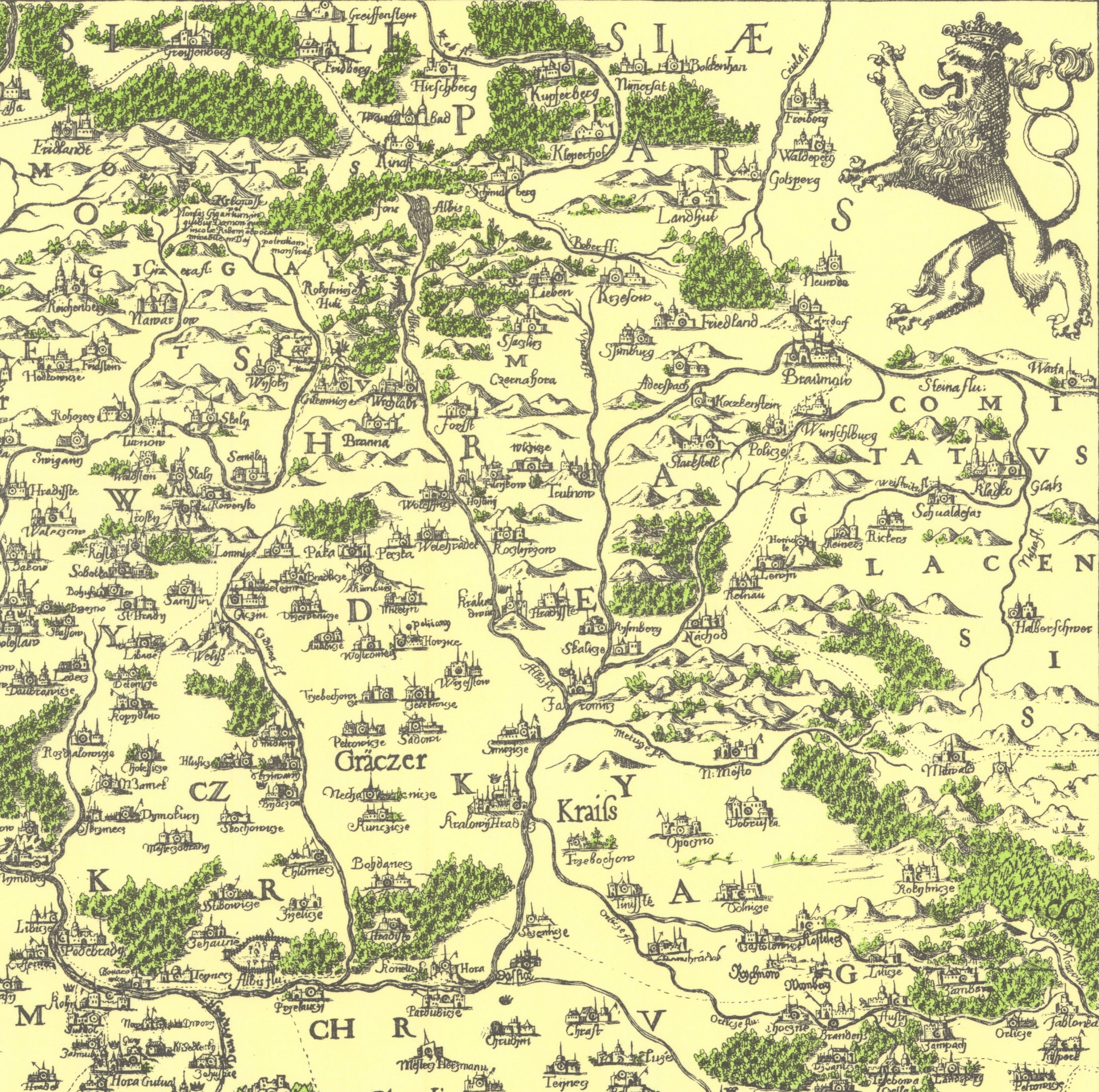
Nejstarší vyobrazení Hradeckého kraje na Aretinově mapě (1619)

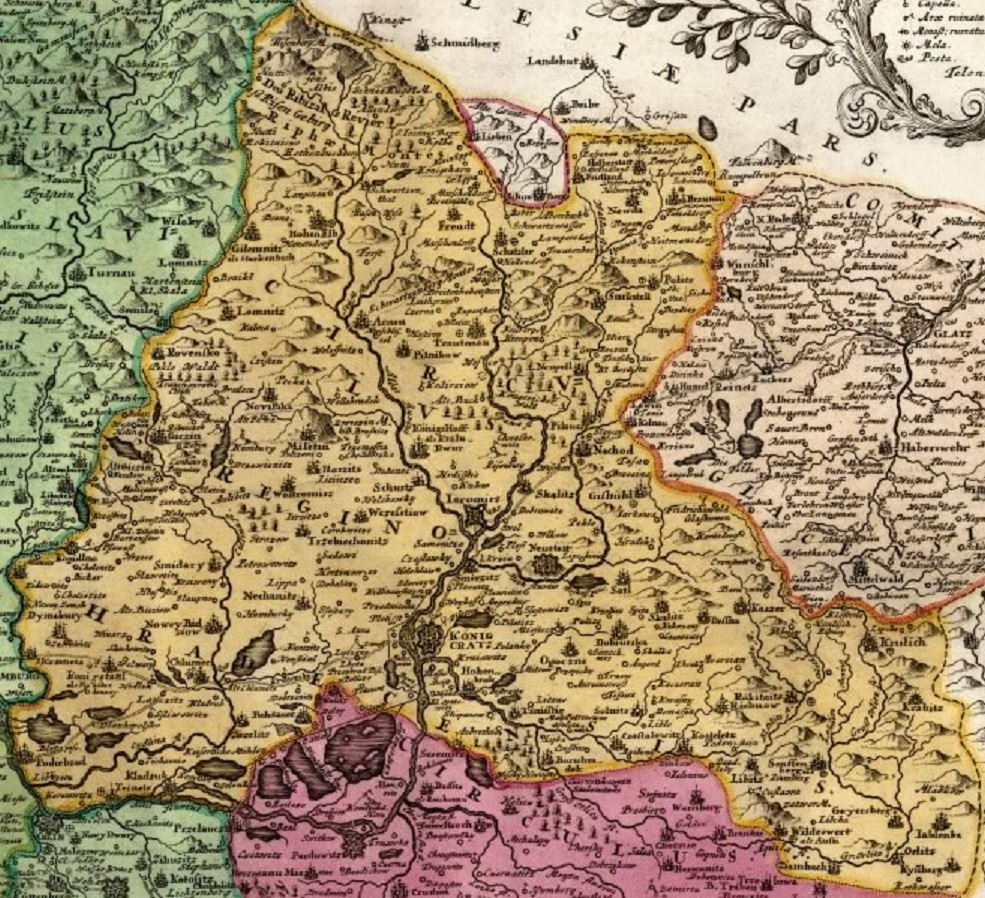
Hradecký kraj na Vogtově mapě (1712)

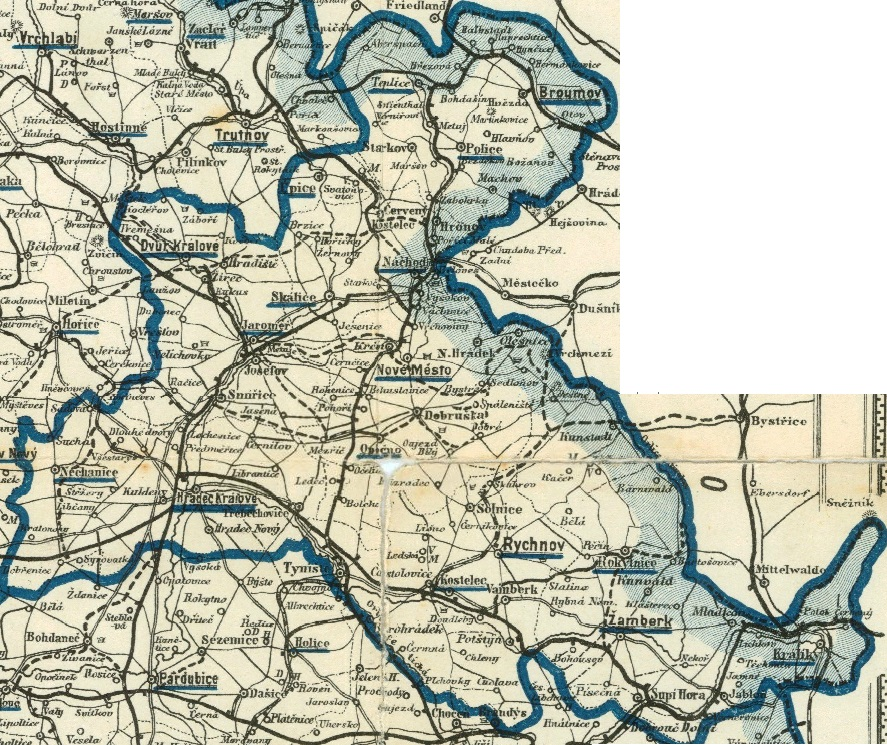
Hradecký kraj roku 1909. V roce 1868 byly zrušeny krajské úřady a kraje jako administrativní jednotky. Nadále však zůstala zachována krajská organizace u soudů, krajský soud sídlil v Hradci Králové.

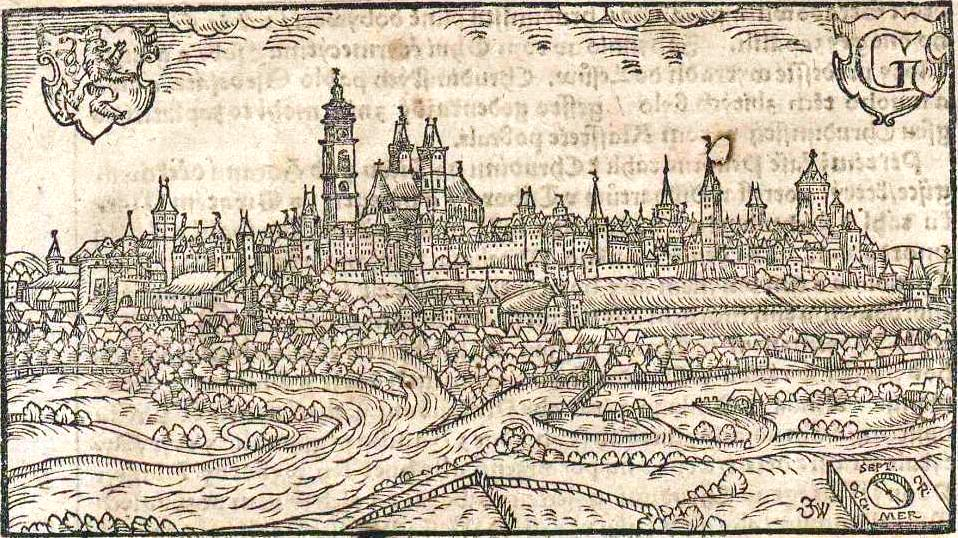
Zmenšená veduta Hradce Králové z roku 1602

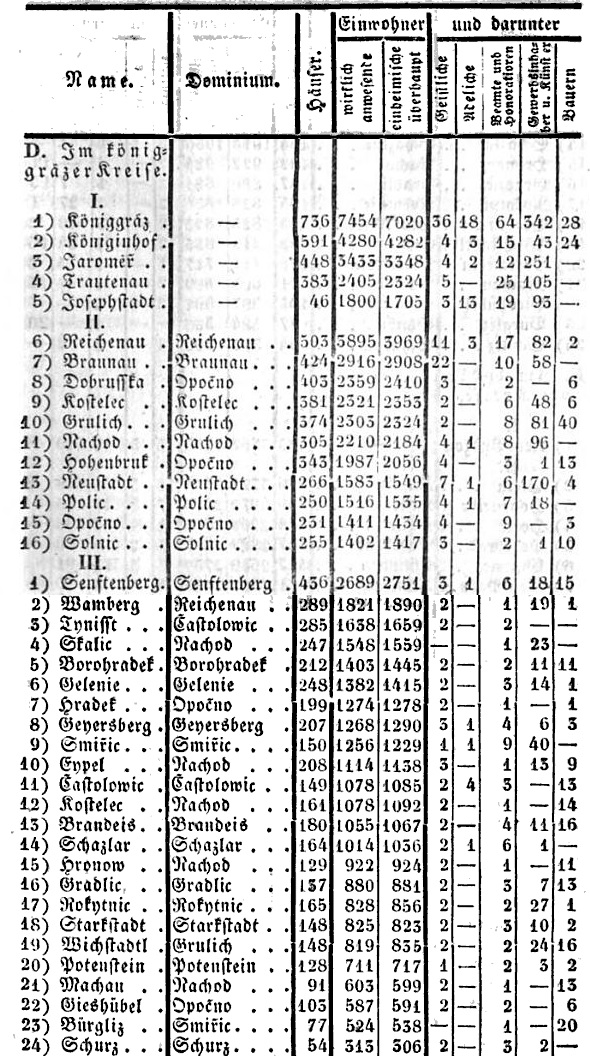
Obyvatelstvo Hradeckého kraje v roce 1830: I. města královská, II. města poddanská, III. městyse. Dále je zde uvedeno panství (dominium), počet budov, obyvatelstvo přítomné, domácí a další členění.

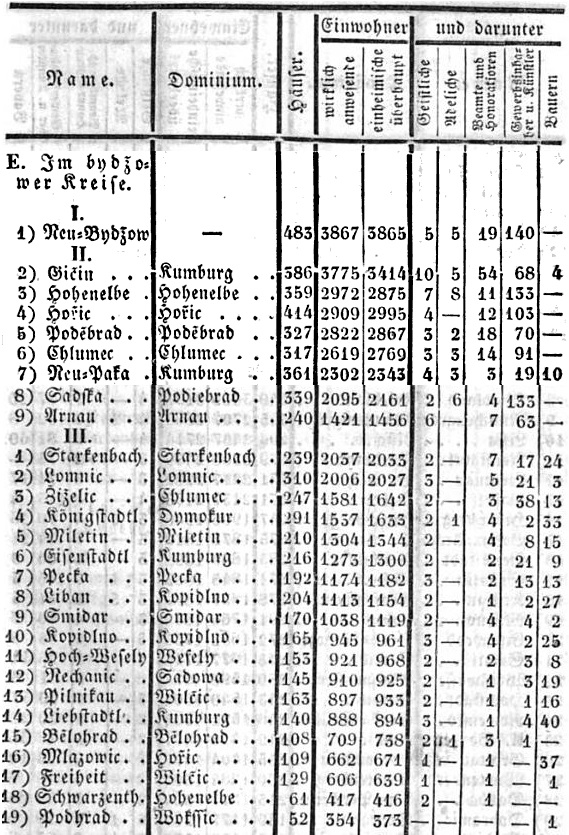
Obyvatelstvo Bydžovského kraje v roce 1830: I. města královská, II. města poddanská, III. městyse. Dále je zde uvedeno panství (dominium), počet budov, obyvatelstvo přítomné, domácí a další členění.

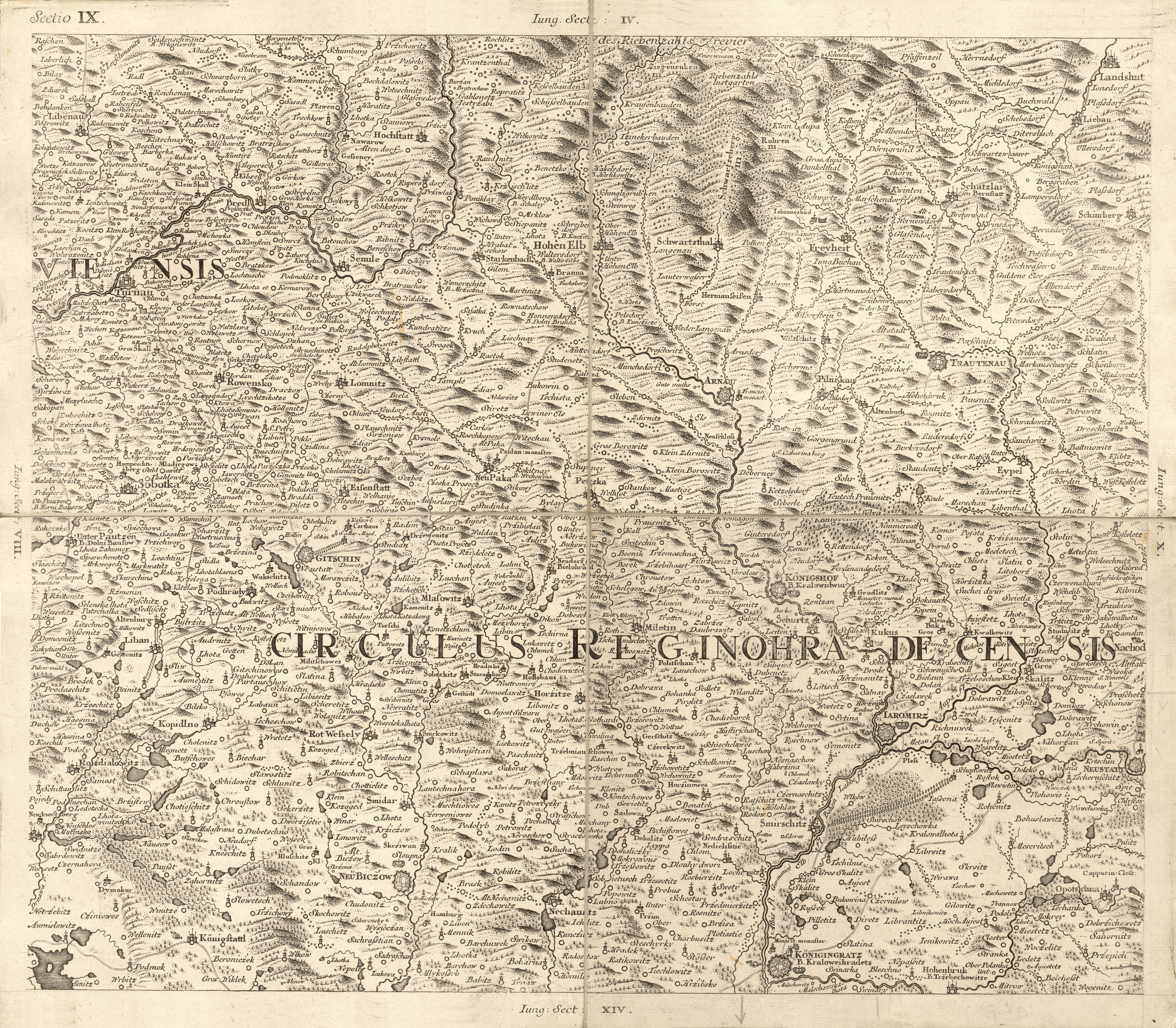
Sever Hradeckého kraje na Mullerově podrobné mapě (1720)

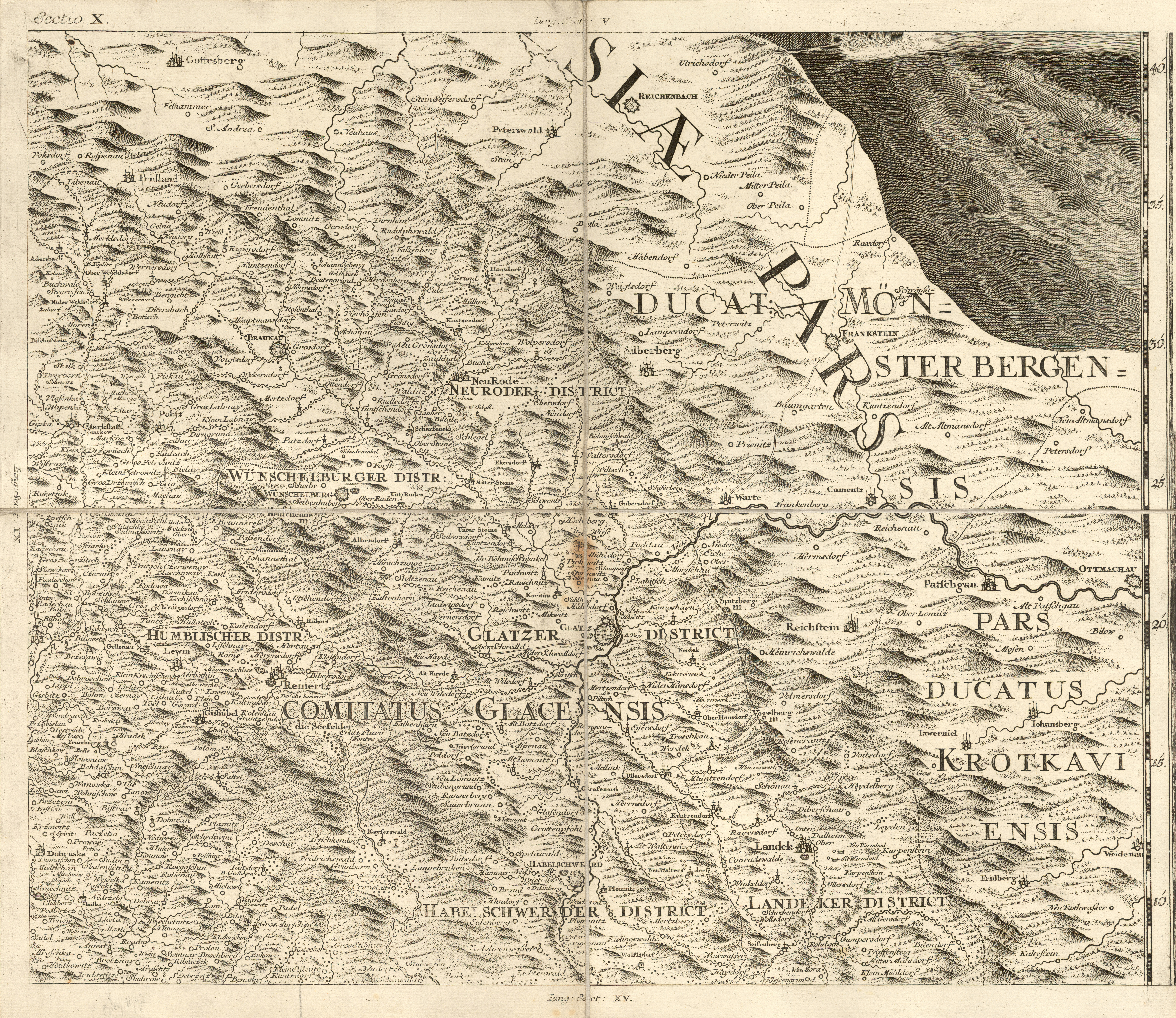
Severovýchod Hradeckého kraje na Mullerově mapě (1720)

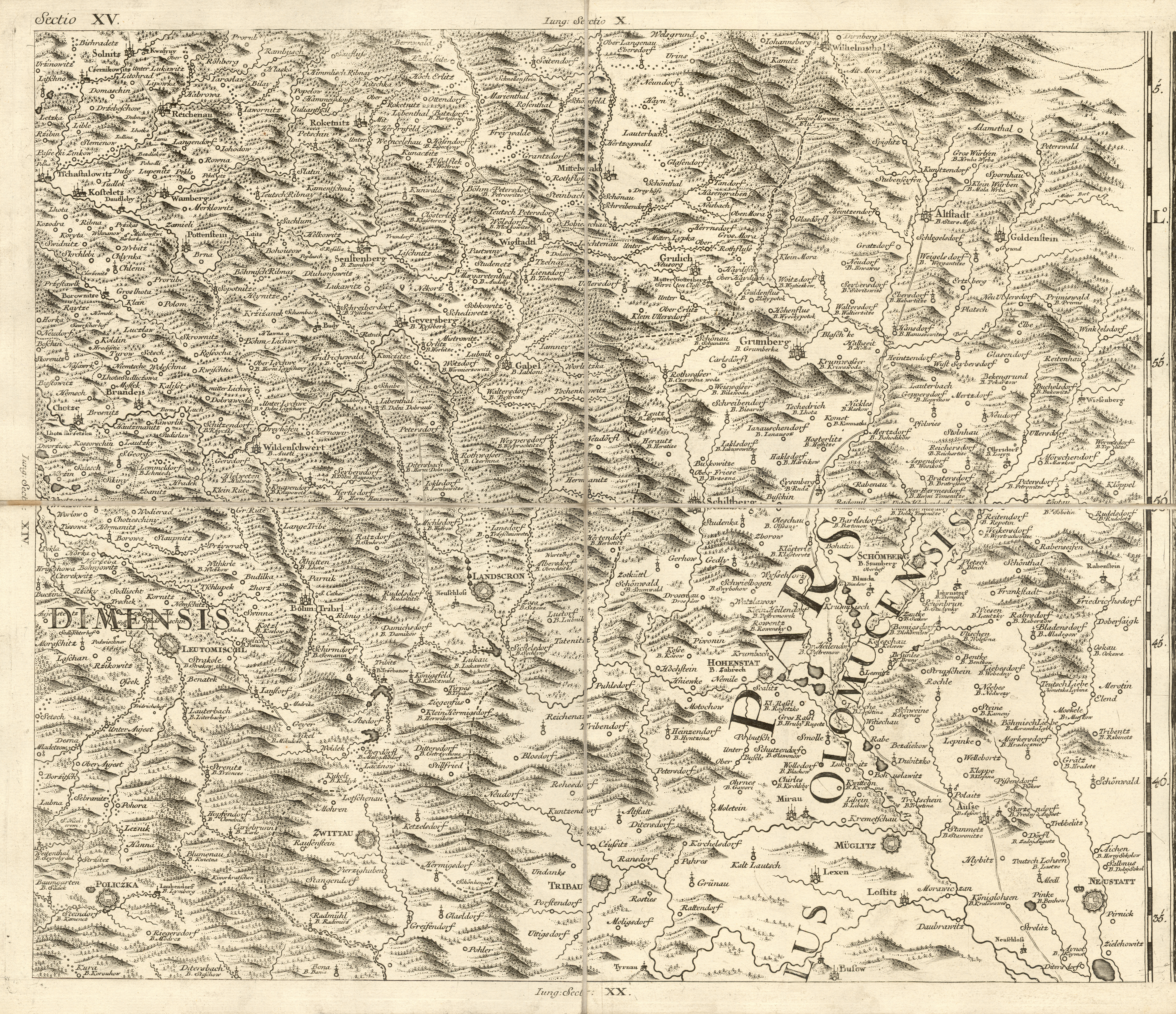
Jihovýchod Hradeckého kraje na Mullerově mapě (1720)

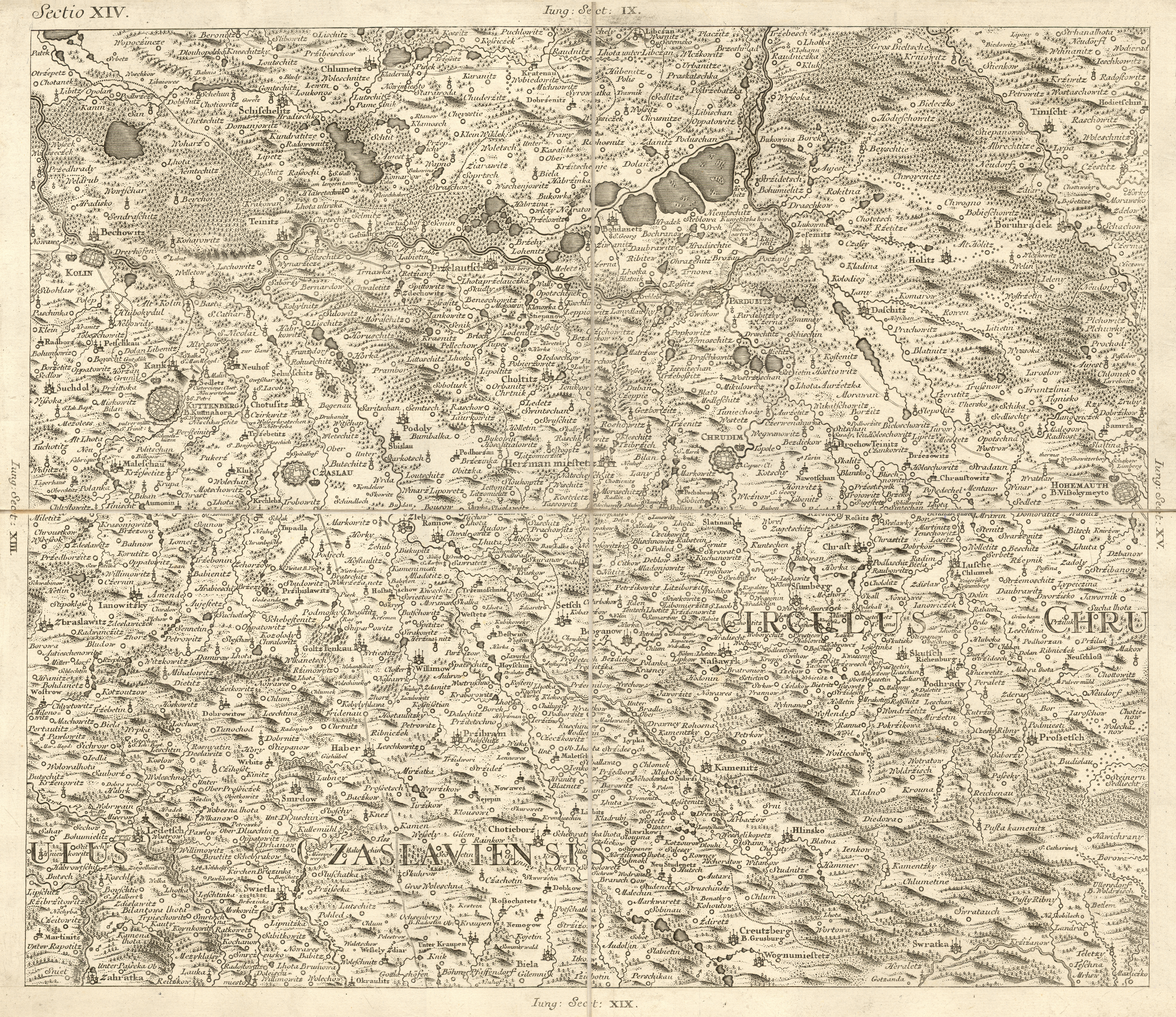
Jihozápad Hradeckého kraje na Mullerově mapě (1720)

Počátky Hradeckého kraje neboli Hradecka spadají do druhé poloviny 13. století, kdy Přemysl Otakar II. původní hradské zřízení nahradil krajským zřízením. Centrem původního hradského zřízení bylo až do zavedení krajského zřízení hradiště s tržním předhradím na místě soutoku Labe a Orlice, kraj se proto nazývá podle královského věnného města Hradce Králové, které bylo jeho správním centrem od nepaměti. Zrušen byl k roku 1862 a jeho nástupcem se o století později stal krátce nový Hradecký kraj, poté nahrazený krajem Východočeským a ještě později Královéhradeckým.

## Geografie
Rozsáhlé roviny křídové tabule Polabí silně kontrastují s nejvyšším pohořím Čech, Krkonošemi a jejich „menším bratrem“ Orlickými horami. Oblast je protkaná říčkami a řekami povodí Labe, které jsou na jaře vydatně syceny vodou z horských pokrývek, které reprezentují každoročně kolem miliardy litrů. Přesně na takových místech existují ideální podmínky pro využívání půdy k zemědělským účelům. Na hranici s Polskem se tyčí třetí nejvyšší pohoří v Česku, masív Králického Sněžníku. Na něj k severozápadu navazují nižší a plošší Orlické hory.
Lugická geologická oblast se táhne od Šluknovského výběžku na jihovýchod až na pomezí Čech a Moravy. Značnou částí zasahuje i do Polska. Jedná se v podstatě o vyzdviženou hrásťovou kru z prvohorních a druhohorních sedimentů. Byla ovlivněna saxonskou tektogenezí ve třetihorách, která vnesla do tváře Českého masívu řadu hlubinných zlomů, například středosaské nasunutí hraničící s východní větví středočeské oblasti. Větší část tvoří turonské pískovce (mladší druhohory). Ty přecházejí v předhůří Sudet, tedy Krkonoš a malých Orlických hor, v přeměněné horniny jílovitého původu, břidlice a fylity. Na samotných pohořích se pak lze setkat s přeměněnými hlubinnými vyvřelinami, pararulami a svory.

## Historie
Když roku 995 došlo ke sjednocení českých kmenů pod vládou Přemyslovců, stal se Hradec sídlem knížete a správním střediskem rozsáhlého území severovýchodních Čech po obou stranách Labe podle jeho toku od Dvora Králové až k Pardubicím. Ve 12. století zaujímá Hradecko již několik správních okrsků, spojených v celou provincii se čtyřmi hrady, soudem purkrabího hradeckého kraje a arcijáhenstvím. Později, roku 1664 bylo založeno i královéhradecké biskupství.
Při solním sčítání v roce 1702 bylo zjištěno v Hradeckém kraji 163 203 křesťanů a 1062 židů, dohromady 164 265 obyvatel nad 10 let. Reskriptem Marie Terezie z 23. ledna 1751 byl Hradecký kraj rozdělen na podíl hradecký a bydžovský, přičemž z důvodu polohy bylo sídlo Bydžovského kraje od roku 1784 převedeno z Nového Bydžova do Jičína. Krajský úřad Hradeckého kraje byl také načas (1779–1792) přesunut do Hořiněvsi. V letech 1857 čítala výměra kraje 2967 km², počet obyvatelstva přítomného 340 792, což činilo 115 obyvatel na 1 km², smíšených okresních úřadů bylo 13, dále 522 katastrálních-místních obcí, 24 měst, 17 městysů a 759 vesnic.
Kraj vydržel v původním uspořádání až do roku 1849, kdy bylo císařským nařízením č. 268/1849 ř. z., o nové organizaci soudní, č. 255/1849 ř. z., o nové organizaci správy, a prozatímním zákonem obecním č. 170 ze 17. března 1849 nahrazen správou státní (zeměpanskou). Od roku 1850 se stal Hradec Králové sídlem okresního hejtmanství, kraj byl ale obnoven v pozměněných hranicích roku 1855 a vydržel až do 23. října 1862, kdy bylo krajské zřízení definitivně zrušeno. Po zrušení se země členily již jen na okresy. Nadále však zůstala zachována krajská organizace u soudů, krajský soud stále sídlí v Hradci Králové.

## Významní hejtmané
- 1422–? Diviš Bořek z Miletínka (husitský hejtman)
- 15. století Jetřich z Miletínka
- 1517–1524 Jindřich Berka z Dubé[3]
- od 1602 Jan Rudolf Trčka z Lípy
- 1657–1667 Pavel z Morzinu
- 16. století Vilém Trčka z Lípy
- 17. století Jiří Sadovský ze Sloupna
- 18. století Karel Josef Biener z Bienenberka

## Sídla v kraji roku 1654
Místa v kraji hradeckém z roku 1654, označená v berní rule tohoto kraje jako města.

### Města
| město                  | stav                                         | počet obyvatel roku 1651 | Počet hospodářů roku 1654 |
| ---------------------- | -------------------------------------------- | ------------------------ | ------------------------- |
| Hradec Králové         | královské věnné město                        | 1746                     | 637                       |
| Broumov                | poddanské, duchovní město, panství Broumov   | rok 1702 = 1251 obyv.    | 453                       |
| Dvůr Králové nad Labem | královské věnné město                        | 1133                     | 249                       |
| Jaroměř                | královské věnné město                        | 761                      | 230                       |
| Trutnov                | královské věnné město                        | 670                      | 225                       |
| Nový Bydžov            | královské věnné město                        | 809                      | 209                       |
| Jičín                  | poddanské město panství Kumburk a Oulibice   | rok 1702 = 1361 obyv.    | 198                       |
| Kostelec nad Orlicí    | poddanské, duchovní město, panství Kostelec  | 658                      | 173                       |
| Solnice                | poddanské, panské město, panství Solnice     | 320                      | 160                       |
| Nové Město nad Metují  | poddanské, panské město, panství Nové Město  | 555                      | 156                       |
| Náchod                 | poddanské, panské město, panství Náchod      | 599                      | 155                       |
| Poděbrady              | komorní město panství Poděbrady              | 669                      | 125                       |
| Chlumec nad Cidlinou   | poddanské město panství Chlumec nad Cidlinou | rok 1702 = 693 obyv.     | 124                       |
| Žamberk                | poddanské, panské město, panství Žamberk     |                          | 86                        |
| Hostinné               | poddanské město panství Hostinné             | 444                      | 76                        |

## Hradecký a Bydžovský kraj po rozdělení roku 1751, stav roku 1830

### Města Hradecka
| město                   | stav                                | počet budov roku 1830 | obyvatelstvo přítomné roku 1830 | obyvatelstvo domácí roku 1830 |
| ----------------------- | ----------------------------------- | --------------------- | ------------------------------- | ----------------------------- |
| Hradec Králové          | královské věnné město               | 736                   | 7454                            | 7020                          |
| Dvůr Králové nad Labem  | královské věnné město               | 591                   | 4280                            | 4282                          |
| Rychnov nad Kněžnou     | poddanské město, panství Rychnov    | 503                   | 3895                            | 3969                          |
| Jaroměř                 | královské věnné město               | 448                   | 3433                            | 3348                          |
| Broumov                 | poddanské město, panství Broumov    | 424                   | 2916                            | 2908                          |
| Dobruška                | poddanské město, panství Opočno     | 403                   | 2359                            | 2410                          |
| Kostelec nad Orlicí     | poddanské město, panství Kostelec   | 381                   | 2321                            | 2353                          |
| Trutnov                 | královské věnné město               | 383                   | 2405                            | 2324                          |
| Králíky                 | poddanské město, panství Králíky    | 374                   | 2303                            | 2324                          |
| Náchod                  | poddanské město, panství Náchod     | 305                   | 2210                            | 2184                          |
| Třebechovice pod Orebem | poddanské město, panství Opočno     | 343                   | 1987                            | 2056                          |
| Josefov                 | královské město                     | 46                    | 1800                            | 1705                          |
| Nové Město nad Metují   | poddanské město, panství Nové Město | 238                   | 1583                            | 1549                          |
| Police nad Metují       | poddanské město, panství Police     | 250                   | 1516                            | 1535                          |
| Opočno                  | poddanské město, panství Opočno     | 231                   | 1411                            | 1434                          |
| Solnice                 | poddanské město, panství Solnice    | 255                   | 1402                            | 1417                          |

### Městyse Hradecka
| městečko                     | stav                                              | počet budov roku 1830 | obyvatelstvo přítomné roku 1830 | obyvatelstvo domácí roku 1830 |
| ---------------------------- | ------------------------------------------------- | --------------------- | ------------------------------- | ----------------------------- |
| Žamberk                      | poddanské městečko, panství Žamberk               | 436                   | 2689                            | 2751                          |
| Vamberk                      | poddanské městečko, panství Rychnov               | 289                   | 1821                            | 1890                          |
| Týniště nad Orlicí           | poddanské městečko, panství Častolovice           | 285                   | 1638                            | 1659                          |
| Česká Skalice                | poddanské městečko, panství Náchod                | 247                   | 1548                            | 1559                          |
| Borohrádek                   | poddanské městečko, panství Borohrádek            | 212                   | 1403                            | 1445                          |
| Horní Jelení                 | poddanské městečko, panství Jelenské              | 248                   | 1382                            | 1415                          |
| Nový Hrádek                  | poddanské městečko, panství Opočno                | 199                   | 1274                            | 1278                          |
| Letohrad                     | poddanské městečko, panství Kyšperk               | 207                   | 1268                            | 1290                          |
| Smiřice                      | poddanské městečko, panství Smiřické              | 150                   | 1256                            | 1229                          |
| Úpice                        | poddanské městečko, panství Náchod                | 208                   | 1114                            | 1138                          |
| Častolovice                  | poddanské městečko, panství Častolovice           | 149                   | 1078                            | 1085                          |
| Červený Kostelec             | poddanské městečko, panství Náchod                | 161                   | 1078                            | 1292                          |
| Brandýs nad Orlicí           | poddanské městečko, panství Brandýs nad Orlicí    | 180                   | 1055                            | 1067                          |
| Žacléř                       | poddanské městečko, panství Žacléř                | 164                   | 1014                            | 1036                          |
| Hronov                       | poddanské městečko, panství Náchod                | 129                   | 922                             | 924                           |
| Choustníkovo Hradiště        | poddanské městečko, panství Choustníkovo Hradiště | 137                   | 880                             | 881                           |
| Rokytnice v Orlických horách | poddanské městečko, panství Rokytnické            | 165                   | 828                             | 856                           |
| Stárkov                      | poddanské městečko, panství Stárkov               | 148                   | 825                             | 823                           |
| Mladkov                      | poddanské městečko, panství Králíky               | 148                   | 819                             | 835                           |
| Potštejn                     | poddanské městečko, panství Potštejn              | 128                   | 711                             | 717                           |
| Machov                       | poddanské městečko, panství Náchod                | 91                    | 603                             | 599                           |
| Olešnice v Orlických horách  | poddanské městečko, panství Opočno                | 103                   | 587                             | 591                           |
| Velký Vřešťov                | poddanské městečko, panství Smiřice               | 77                    | 524                             | 538                           |
| Žireč                        | poddanské městečko, panství Žireč                 | 54                    | 313                             | 306                           |

### Města Bydžovska
| město                | stav                                          | počet budov roku 1830 | obyvatelstvo přítomné roku 1830 | obyvatelstvo domácí roku 1830 |
| -------------------- | --------------------------------------------- | --------------------- | ------------------------------- | ----------------------------- |
| Nový Bydžov          | královské věnné město                         | 483                   | 3867                            | 3865                          |
| Jičín                | poddanské město, panství Kumburk              | 586                   | 3775                            | 3414                          |
| Vrchlabí             | poddanské město, panství Vrchlabí             | 359                   | 2972                            | 2875                          |
| Hořice               | poddanské město, panství Hořice               | 414                   | 2909                            | 2995                          |
| Poděbrady            | komorní město, panství Poděbrady              | 327                   | 2822                            | 2867                          |
| Chlumec nad Cidlinou | poddanské město, panství Chlumec nad Cidlinou | 317                   | 2619                            | 2769                          |
| Nová Paka            | poddanské město, panství Kumburk              | 361                   | 2302                            | 2343                          |
| Sadská               | komorní město, panství Poděbrady              | 339                   | 2095                            | 2161                          |
| Hostinné             | poddanské město, panství Hostinné             | 240                   | 1421                            | 1456                          |

### Městyse Bydžovska
| městečko             | stav                                             | počet budov roku 1830 | obyvatelstvo přítomné roku 1830 | obyvatelstvo domácí roku 1830 |
| -------------------- | ------------------------------------------------ | --------------------- | ------------------------------- | ----------------------------- |
| Jilemnice            | poddanské městečko, panství Jilemnice            | 239                   | 2037                            | 2033                          |
| Lomnice nad Popelkou | poddanské městečko, panství Lomnice nad popelkou | 310                   | 2006                            | 2027                          |
| Žiželice             | poddanské městečko, panství Chlumec nad Cidlinou | 247                   | 1581                            | 1642                          |
| Městec Králové       | poddanské městečko, panství Dymokury             | 291                   | 1537                            | 1633                          |
| Miletín              | poddanské městečko, panství Miletín              | 210                   | 1304                            | 1344                          |
| Železnice            | poddanské městečko, panství Kumburk              | 216                   | 1273                            | 1300                          |
| Pecka                | poddanské městečko, panství Pecka                | 192                   | 1174                            | 1182                          |
| Libáň                | poddanské městečko, panství Kopidlno             | 204                   | 1113                            | 1154                          |
| Smidary              | poddanské městečko, panství Smidary              | 170                   | 1038                            | 1119                          |
| Kopidlno             | poddanské městečko, panství Kopidlno             | 165                   | 945                             | 961                           |
| Vysoké Veselí        | poddanské městečko, panství Vysoké Veselí        | 153                   | 921                             | 968                           |
| Nechanice            | poddanské městečko, panství Sadová               | 145                   | 910                             | 925                           |
| Pilníkov             | poddanské městečko, panství Vlčice               | 163                   | 897                             | 933                           |
| Libštát              | poddanské městečko, panství Kumburk              | 140                   | 888                             | 894                           |
| Lázně Bělohrad       | poddanské městečko, panství Lázně Bělohrad       | 108                   | 709                             | 738                           |
| Mlázovice            | poddanské městečko, panství Hořice               | 109                   | 662                             | 671                           |
| Svoboda nad Úpou     | poddanské městečko, panství Vlčice               | 129                   | 606                             | 639                           |
| Černý Důl            | poddanské městečko, panství Vrchlabí             | 61                    | 417                             | 416                           |
| Podhradí             | poddanské městečko, panství Vokšice              | 52                    | 354                             | 373                           |

## Panství v kraji roku 1654
Místa v kraji hradeckém z roku 1654, označená v berní rule tohoto kraje jako panství a statky.
| pořadí | stav     | majitel | seznam měst, městysů a vsí | osedlost |
| ------ | -------- | --- | --- | -------- |
| 1      | Duchovní | Opočno, panství Rudolfa hraběte z Colloredo velkého převora johanitů | městys Opočno, městys Třebechovice nad Orebem, městys Dobruška, městys Městec, městys Nový Hrádek, Kounov, Volešnice, Přepychy, Bolehošť, Křovice, Krňovice, Štěnkov, Nepasice, Jeníkovice, Ledce, Mokré, Čánka, České Meziříčí, Tošov, Králova Lhota, Rohenice, Šestajovice, Rychnovek, Zvole, Doubravice, Veselice, Slavětín nad Metují, Pohoří, Pulice, Val, Onišov, Sněžné, Sedloňov, Plasnice, Bačetín, Kamenice, Domašín, Mělčany, Semechnice, Trnov, Houdkovice, Roztoky, Březiny, Běstviny, Vršovka, Velká Jesenice, Bohdašín, Slavoňov, Vanovka, Horní Spaleniště, Miškov, Netřeba, Šonov, Hluky, Rozkoš, Šedivniny, Dobřany, Nedvědí, Zádolí, Vyhnanice, Nová Ves, Ostašovice, Dobřikovice, Újezdec, Očelice, Vysoký Újezd, Křivice, Blešno, Skršice, Jílovice, Provoz, Sudín, Bystré, Tis, Janov, Brtva, Rzy, Polom, Polánky nad Dědinou, Klášter nad Dědinou | 762,5    |
| 2      | Panský   | Náchod, panství Octaviana Picolomini duca de Amalfii | město Náchod, městys Česká Skalice, městys Úpice, městys Hronov, městys Machov, městys Červený Kostelec, Velké Poříčí, Vysoká Srbská, Zlíčko, Žďárky, Zbečník, Velký Dřevič, Rokytník, Javor, Borová, Česká Čermná, Dobrošov, Jizbice, Lipí, Bražec, Přibyslav, Horní Radechová, Dolní Radechová, Pavlišov, Babí, Kramolna, Lhotky, Trubějov, Zábrodí, Vysokov, Starkoč, Kleny, Zlíč, Malá Skalice, Újezdec, Velký Třebešov, Malý Třebešov, Miskolezy, Zájezd, Lhota pod Hořičkami, Chlístov, Křižanov, Slatina nad Úpou, Litoboř, Libňatov, Maršov, Studenec, Kyje, Brusnice, Havlovice, Radeč, Suchovršice, Bohuslavice nad Úpou, Rubínovice, Velké Svatoňovice, Batňovice, Petrovice, Strážkovice, Rtyně v Podkrkonoší, Lhota za Červeným Kostelcem, Žernov, Všeliby Olešnice, Stolín, Mštětín, Červená Hora, Světlá, Vestec, Hostinka, Hořičky, Mečov, Šonov, Zblov, Třtice, Lhota u Police nad Metují, Běloves, Staré Město nad Mětují, Malé Poříčí, Bražec, Mezilesí, Sendraž | 752,25   |
| 3      | Duchovní | Broumov, panství opata klaštera břevňovského | město Broumov, městys Police nad Metují, Šonov, Otovice, Božanov, Martínkovice, Křinice, Hejtmánkovice, Jetřichov, Verneřovice, Bohdašín, Vižnov, Ruprechtice, Hynčice, Heřmánkovice, Rožmitál, Velká Ves u Broumova, Velká Ledhuje, Suchý Důl, Bělý, Radešov, Nízká Srbská, Bezděkov nad Metují, Petrovice, Nízký Dřevíč, Horní Dřevíč, Maršov nad Metují, Česká Metuje, Dědov, Žďár, Pěkov, Bukovice, Lachov, Hony, Slavný, Hlavňov, Březová, Meziměstí, Janovice, Starostín, Lhota u Police nad Metují | 660,25   |
| 4      | Panský   | Kumburk a Oulibice, panství J. Mti hrabinky Tyffnpachové (Marie Eva Alžběta) | Město Jičín, městys Železnice, městys Nová Paka, městys Libštát, Moravčice, Robousy, Kacákova Lhota, Řeheč, Kováč, Třtěnice, Chomutičky, Nevratice, Konecchlumí, Kamenice, Chotěč, Valdov, Vrchovina, Levínská Olešnice, Stará Paka, Roškopov, Ústí, Bělá, Tample, Kruh, Syřenov, Brdo, Krsmol, Česká Proseč, Úbislavice, Stav, Kumburský Újezd, Studénka, Pustá Proseč, Lužany, Úlibice, Dřevěnice, Dolánky, Zámezí, Podůlší, Dílce, Svojek, Peřimov, Háje, Bystrá, Čikvásky, Valdice, Kundratice, Koštálov, Kbelnice, Moravčice | 477      |
| 5      | Panský   | Smiřice, panství sirotkův Kalašovských (po Matyašovi hr. Gallasovi) | městys Smiřice, Malé Smiřičky, Holohlavy, Semonice, Černožice, Čáslavky, Rtyně Rožnov, Neznašov, Habřina, Hustiřany, Lužany, Žiželeves, Jeřičky, Benátky, Hořiněves, Račice nad Trotinou, Chotěborky, Rodov, Maslojedy, Čistěves, Lípa, Rozběřice, Sendražice, Boháňka, Chloumek, Máňovice mysl., Brzice, Běluň, Mezilečí, Starý Ples, Jasenná, Vlkov, Smržov, Lejšovka, Libřice, Vyrava, Černílov, Librantice, Libníkovice, Divec, Bukovina, Újezd, Čibuz, Hubíles, Skalice, Rusek, Piletice, Svinary, Proruby | 476      |
| 6      | Panský   | Žamberk, panství Jindřicha Hraběte z Bubna | město Žamberk, Lišnice, Pastviny, Klášterec nad Ohří, Bartošovice, Kunvald, Pěčín, Slatina, Kameničná, Rybná, Záchlumí, Litice nad Orlicí, Česká Rybná, Helvíkovice, Doudleby nad Orlicí, Příkazy, Vyhnánov, Vrbice, Horní Jelení, Dolní Jelení, Čičová, Prostřední Libchávy, Říčky, Velká Skrovnice, Slavětín nad Metují, Chlínky, Proruby, Lhotka, Ostrov | 324      |
| 7      | Panovník | Poděbrady, panství Jeho Milosti císařské | město Poděbrady, Městys Sadská, Kluk, Oseček, Předhradí, Pňov, Sokoleč, Velim, Přední Lhota, Písková Lhota, Kostelní Lhota, Vrbová Lhota, Pečky, Milčice, Chotouň, Polabec, Chvalovice, Hořatev, Zvěřínek, Písty, Hradištko, Velké Zboží, Křečkov, Rašovice, Vestec, Chleby, Bobnice, Kouty, Netřebice, Úmyslovice, Činěves, Velenice, Choťánky, Libice nad Cidlinou, Odřepsy, Opočnice, Senice, Polní Chrčice, Domanovice, Radovesnice, Lipec, Božec, Pátek, Vrbice, Podmoky, Budiměřice, Šlotava, Němčice, Popovice u Klipce, Vítězov dříve Kly | 309,5    |
| 8      | Panský   | Veliš a Kopidlno, panství pana hraběte z Šliku (Františka Arnošta) | městys Kopidlno, městys Podhradí, Veliš, Vrbice, Vesec, Bukvice, Nadslav, Křelina, Štidla, Hlásná Lhota, Čejkovice, Staré Místo, Březina, Ostružno, Horní Lochov, Ohaveč, Prachov, Brada, Rybníček, Holín, Kostelec, Chyjice, Dolany, Keteň, Údrnice, Slatiny, Češov, Liběšice, Zámostí, Blata, Střeleč, Hrdoňovice, Pařezská Lhota, Březka, Libunec, Jinolice, Ohařice, Dolní Lochov, Cholenice, Pševes, Vršce, Slavhostice, Běchary, Budčeves, Mlýnec, Židovice | 295,125  |
| 9      | Panský   | Chlumec nad Cidlinou, panství Jana Otaviana ze Vchynic a s Tetova | město Chlumec nad Cidlinou, městys Žiželice, Nové Město, Písek, Stará Voda, Chuděřice, Káranice, Babice, Kosičky, Kosice, Mlékosrby, Luková, Nepolisy, Lužec nad Cidlinou, Skochovice, Vlkov, Lišice, Běruničky, Olešnice, Levín, Loukonosy, Hradištko, Kundratice, Hlavečník, Rasochy, Dlouhopolsko, Kladruby, Lučice, Klamoš, Chýšť, Malé Vykleky, Vápno, Přepychy, Strašov, Újezd, Komárov, Končice, Choťovice, Žehuň, Dobšice, Pamětník, Štít, Převyšov, Bludy dvůr, Korce dvůr | 264,875  |
| 10     | Panský   | Hostinné, Nový Zámky a Bělehrady, panství Vilíma Lamboje | Město Hostinné, městys Vestřev, Prosečné, Čístá, Bukovina u Čisté, Přední Ždírnice, Huntířov, Debrné, Dolní Lánov, Chotěvice, Horní Olešnice, Prostřední Olešnice, Dolní Olešnice, Horní Brusnice, Dolní Brusnice, Dolní Nová Ves, Horní Nová Ves, Uhlíře, Hřídelec, Vřesník, Brtev, Horní Javořice, Dolní Javořice, Bukovina u Pecky, Svatojánský Újezd, Přibyslav, Okrouhlé dvůr u Svat. Újezd | 261,5    |
| 11     | Městský  | Hradec Králové a vesnice, město věnné | Město Hradec Králové, Lochenice, Předměřice, Plotiště nad Labem, Plačice, Vlčkovice, Hřibsko, Všestary, Kluky, Malšova Lhota, Lhota pod Strání, Třebeš, Roudnička, Březhrad | 249,375  |
| 12     | Panský   | Nové Město nad Metují, panství hraběte Waltera Lesle | Nové Město nad Metují, Libchyně, Krčín, Spy, Chlístov, Zakraví, Blažkov, Jestřebí, Mezilesí, Vršovka, Černčice, Bohuslavice, Slavětín nad Metují, Dolsko, Nahořany, Lhota, Doubravice, Městec, Veselice, Rychnovek, Velká Jesenice, Spyta, Provodov, Domkov, Šeřeč, Šonov, Vrchoviny, Slatina, Svinárky | 239,25   |
| 13     | Panský   | Králíky, panství Ferdinanda z Altheymu | městys Králiky, Mladkov, Dolní Boříkovice, Dolní Lipka, Lichkov, Petrovičky, Prostřední Lipka, Heřmanice, Horní Lipka, Dolní Morava, Červený Potok, Dolní Hedeč, Dolní Orlice | 235,75   |
| 14     | Panský   | Rychnov nad Kněžnou, panství Franc Karla Libštejnkýho z Colovrat | Městys Rychnov nad Kněžnou, městys Liberk, Městská Habrová, Vlčice samota, Nemanice samota, Panská Habrová, Lukavice, Benátky, Proruby, Kačerov, Hláska, Rampuše, Kunčina Ves, Bělá, Nebeská Rybná, Javornice, Dlouhá Ves, Lipovka, Slemeno, Velká Zdobnice, Kunštát, Souvlastní, Popelov, Dobřínov samota N. Lokotu, Jedlina | 219,5    |
| 15     | Městský  | Trutnov a vesnice, město věnné | Město Trutnov, Poříčí, Voletiny, Debrné, Zlatá Olešnice, Libeč, Vernířovice, Babí, Kalná Voda, Hořejší Staré Město, Humburky, Střítež, Markoušovice, Mladé Buky, Volanov | 213,875  |
| 16     | Rytířský | Kyšperk a Orlice, statek sirotkův Vitanovských | městys Kyšperk, Lukavice, Nekoř, Vlčkovice, Petrovice, Celné, Těchonín, Sobkovice, Lubník, Mistrovice, Šedivec, Rotnek, Jankovice, Orlice, Kunčice, Verměřovice, Mistrovice | 207,625  |
| 17     | Panský   | Vrchlabí, panství hraběte z Marzinu (Pavla z Morzinu) | městys Vrchlabí, městys Černý Důl, Horní Lánov, Kunčice, Kněžice, Dolní Dvůr, Dolní Lánov | 200      |
| 18     | Panský   | Vlčice, panství hraběte z Weyheru (Jakuba) | městys Pilnikov I, městys Svoboda nad Úpou, Vlčice, Pilníkov II, Hertvíkovice, Sklenářovice, Lhota, Mladé Buky, Volanov, Huntířov | 160,5    |
| 19     | Městský  | Dvůr Králové nad Labem a vesnice, město věnné | Město Dvůr Králové nad Labem, Verdek, Nové Ĺesy, Filířovice, Lipnice, Záboří, Žirecká Podstráň | 155,5    |
| 20     | Městský  | Jaroměř a vesnice, město věnné | Město Jaroměř, Čáslavky, Dolany, Hořenice, Kohoutov, Kladruby | 148,125  |
| 21     | Panský   | Branná a Stěžery, panství hraběte z Harrachu sirotkův | městys Jilemnice, Poniklá, Křižlice, Horní Štěpánice, Dolní Štěpánice, Valteřice, Horní Branná, Dolní Branná, Klášterská Lhota, Stěžery, Jilem, Roztoky, Víchová nad Jizerou, Víchovská Lhota, Mrklov, Žalý, Herklíkovice, Vítkovice | 147,25   |
| 22     | Panský   | Dymokury a Chotěšice, panství hrabinky Balfové (Františka hr. Palfy) | městys Městec Králové, Viničná Lhota, Dymokury, Svídnice, Zábrdovice, Mutinsko, Zámky, Nové Zámky, Ledečky, Lhota, Chroustov, Dvořiště, Osek, Kněžice, Dubečno, Sloveč, Střihov, Vinice, Běrunice, Veltruby, Chotěšice, Malá Strana, Nová Ves, Budčeves, Nouzov, Záhornice, Poušť, Žlunice, Kozojedy, Volanice, Sekeřice, Kozojídky, Chotelice | 142,25   |
| 23     | Duchovní | Žacléř a Žírec, statek noviciátu S. Anny Soc. Jesu v městě Vídni | městys Žacléř, Lampertice, Královec, Bernartice, Bečkov, Černá Voda, Bobr, Prkenný Důl, Keteň 1.díl, Ves Žírec, Žírecká, Podstráň, Libotov, Hřibojedy, Malé Hřibojedy, Zaloňov, Kašov, Zboží, Záboří, Starý Rokytník, Borek, Huntířov | 135,5    |
| 24     | Panský   | Solnice, panství. Tři díly p. patres carmelitův v městě Pražském, dílu čtvrtého díl první p. rytmistra Labordy (Ludvíka), pustá. Dílu čtvrtého díl druhý Jana Donzana z Lavantanu, dílu čtvrtého díl třetí p. Nejvyššího Salazara, dílu čtvrtého díl čtvrtý hraběte z Harraštejna | Město Solnice, Kvasiny, Litohrad, Brocná, Skuhrov nad Bělou, Rybníčky, Debřece, Hraštice, Lukavice, Malý Uhřinov, Tisovec, Bukový, Benátky, Jedlová, Jadrná, Svinná, Ještětice, Proloh, Bělá, Podolí, Rybničky, Brocná, Ještětice, Velký Uhřinov, Zelenka | 130,125  |
| 25     | Městský  | Nový Bydžov a vesnice, město věnné | Město Solnice, Kvasiny, Litohrad, Brocná, Skuhrov nad Bělou, Rybníčky, Debřece, Hraštice, Lukavice, Malý Uhřinov, Tisovec, Bukový, Benátky, Jedlová, Jadrná, Svinná, Ještětice, Proloh, Bělá, Podolí, Rybničky, Brocná, Ještětice, Velký Uhřinov, Zelenka | 122,5    |
| 26     | Duchovní | Kostelec nad Orlicí, panství Coleje Soc. Jesu v Starém Městě pražském | město Kostelec nad Orlicí, Krchleby, Chleny, Svídnice, Plchovice, Kostelecká Lhota, Kozodry, Koryta, Velká Čermná nad Orlicí, Kostelecké Horky, Tutleky, Dubí | 121      |
| 27     | Panský   | Častolovice, panství pana Otty z Oporstorffu sirotkův | městys Častolovice, městys Týniště nad Orlicí, Lípa, Čestice, Rašovice, Petrovice, Petrovičky, Ježkovice, Vyhnanice, Vojenice, Voděrady, Nová Ves, Častolovické Horky, Olešnice, Hřibiny, Paseky, Velká Ledská, Libel, Synkov, Koldín, Turov, Hradiště, Mnichovice u Lípy | 117      |
| 28     | Panský   | Hořice a Třebovětice, panství Petra hraběte z Strozzi | Městys Hořice, Mlázovice, Šarovcová Lhota, Libín, Tikov, Mezihoří, Ostroměř, Sylvárův Újezd, Bašnice, Sukorady, Břišťany, Milovice, Pšánky, Kanice, Petrovičky, Chvalina, Doubrava, Třebovětice, Řečice, Dlouhé Dvory, Dolní Černůtky, Dobeš, Horní Dobrá Voda | 114      |
| 29     | Panský   | Lomince nad Popelkou, statek hraběte Martinu (z Morzinu) | městys Lomnice nad Popelkou, Stružinec, Pohoří, Nedvědí, Slaná, Tuhaň, Žlábek, Skuhrov, Rváčov, Černá, Košov, Chlum, Nová Ves nad Popelkou, Horná a Dolní Kalná, Slemeno, Zadní Ždírnice, Borovnička, Sutice, | 113,375  |
| 30     | Panský   | Černíkovice, panství Hendrycha Crafta z Lamerstorfu | Černíkovice, Domašín, Třebešov, Byzhradec, Hroška, Bílý Újezd, Roudné, Hlinné, Lomy, Osečnice, Dobré. Rovné, Mnichová, Deštné | 112,25   |
| 31     | Duchovní | Radim a Pecka, panství kláštera cartousů valdických | Městys Pecka, Radim, Studeňany, Soběraz, Újezdec, Kyje, Zboží, Tužín, Ploužnice, Žďár u Kumburku, Lháň, Lhota u Pecky, Staňkov, Borovnince, Vidochov, Vidonice, Stupná, Belá u Pecky, Radkyně, Štikov, Černín | 112      |
| 32     | Panský   | Hradiště a Heřmanice, panství Otaviana Picolomini duca de Amalfi | Choustnikovo Hradiště, Kočbeř, Kladruby, Dolní a Horní Vlčkovice, Stanovice, Kohoutov, Nová Ves, Heřmanice nad Labem, Brod, Slotov, Krabčice, Bokouš, Vyhnánov, Proruby | 104,25   |
| 33     | Panský   | Rokytnice v Orlických Horách, statek Otty Nostice | městys Rokytnice v Orlických Horách, Dolní Rokytnice, Prostřední Rokytnice, Vrchní Orlice, Neratov, Podlesí, Malá Strana | 101      |
| 34     | Panský   | Jilemnice, panství Vilíma Harranta | půl městys Jilemnice, Hrabačov, Martinice, Roztoky, Karlov, Kruh, Svojek, Kundratice, Mřičná, Dolní Sytová (Boleslavský kraj), Roprachtice (Boleslavský kraj), Vřičany, Jestřabí, Jablonec nad Jizerou, Dolní Rokytnice, Víchová nad Jizerou, Bratrouchov | 99,25    |
| 35     | Rytířský | Velká Třebnouševes, Sadová, Bílá Třemešná a Obědovice, statek Jana Arnošta Šaffkočího a paní manželky jeho | Velká Třebnouševes, Ostrov, Dolní Dobrá Voda, Libonice, Svatogothardská Lhota, Doubrava, Rašín, Sovětice, Sadová, Dub, Klenice, Milovice, Bílá Třemešná, Doubravice, Dolní Nemojov, Obědovice | 80,5     |
| 36     | Panský   | Brandýs nad Orlicí, půl panství Jana Frydricha hraběte z Trautmansdorfu | Městys Brandýs nad Orlicí, Kaliště, Pelyny, Perná, Dobrá Voda, Kerhartice, Rviště, České Libchavy, Velká Skrovnice, Mostek, Bohousová | 79,875   |
| 37     | Panský   | Heřmanovy Sejfy a Hlušice, statek Jana Kryštofa hraběte z Valstejna (z Valdštýna) | Heřmanovy Sejfy, Arnultovice, Bolkov, Hlušice, Hlušičky, Janovice | 75       |
| 38     | Panský   | Staré Buky a Syrovátka, panství Matyáše Devagky (De Vaggi) | Prostřední Staré Buky, Syrovátka, Dolní Žďár, Maršov 1, Maršov 2, Maršov 3, Maršov 4, Dolní Lysečiny, Horní Lysečiny, Dolní Albeřice, Horní Albeřice | 68       |
| 39     | Duchovní | Milíčeves, statek Colleje Soc. Jesu v městě Jičíně | Milíčeves, Vrbice, Hrobičany, Nemyčeves, Vítíněves, Popovice, Cidlina, Peklovec, Březka, Zámezí, Těšín, Bradlecká Lhota, Doubravice | 63,625   |
| 40     | Panský   | Bílé Poličany a Studenec, statek paní Kotulínský rozené Brodecký (Magdaleny Engelburky) | Bílé Poličany, Trotina, Úhlejov, Třebišť, Zvičina, Borovnička, Horní Černůtky, Chlum, Horní Dehtov, Zdobín, Sedlec, Rosnice, Bříza, Charbuzice, Řečice, Lanžov, Miřejov, Mostek, Studenec, Zálesní Lhota, Lišný | 62,125   |
| 41     | Duchovní | Smidary, panství Rudolfa hraběte z Colloredo, velkého převora johanitů | městys Smidary, Smidarská Lhota, Křičov, Starý Bydžov, Černěves, Loučná Hora, Šaplava, Lískovice, Mystěves, Petrovice, Nerošov | 58,5     |
| 42     | Panský   | Potštejn, statek paní Francaliny Magadaleny Zárubové, rozené Kramolné | městys Potštejn, Brná, Proruby, Záměl, Sopotnice, Suchá Rybná, Polom | 56       |
| 43     | Panský   | Vamberk, statek paní Magdaleny, Štošové, vdovy | městys Vamberk, Merklovice, Podřezov, Roveň, Lupenice, Jámy | 53,25    |
| 44     | Panský   | Miletín, Fořt a Neděliště, první díl s dílem Světí, statky paní Magdaleny Mitzanový, vdovy | městys Miletín, Bezník, Borek, Želejov, Vidoň, Chroustov, Fořt, Čistá, Javorník, Neděliště díl, Světí díl | 53       |
| 45     | Duchovní | Žampach, statek Colleje Soc. Jesu v Hradci Králové | Žampach, Hnátnice, Písečná, Hejnice, Dlouhoňovice, Hlavná | 49,25    |
| 46     | Panský   | Stárkov, statek Bernharta Hertvika Čertorejského | městych Starkov, Bystrá, Chlívce, Jívka, Radvanice, Dolní Vernéřovice, Vápenka, Německá Metuje, Vlásenka, Kamenec, Skalka | 43,875   |
| 47     | Rytířský | Borovnice, statek Lidmily Maximiliány Planenštejnový z Lukavice | Borovnice, Malá Lhota, Polom, Malá Skrovnice, Velká Skrovnice, Sudslava, Seč, Olešná | 36       |
| 48     | Rytířský | Velehrad a Dubenec, statek Frantisca Pirona | Dubenec, Lanžov, Bílé Poličany, Zábřezí, Zálesí, Doubravice, Trotina, Horní Dehtov, Dolní Dehtov, Velehrádek | 32,125   |
| 49     | Rytířský | Kunčice a Nechanice, statek sirotkův po Janovi Baptisovi Werdemonovi | městys Nechanice, Staré Nechanice, Suchá, Lodín, Lubno, Hrádek, Kunčice | 32       |
| 50     | Panský   | Libčany, statek paní Johanny Doroty Zárubový | Libčany, Hvozdnice, Krásnice, Urbanice, Praskačka, Sedlice, Želí | 30,25    |
| 51     | Panský   | Cerekvice, statek Václava Záruby z Hustiřan | Želkovice, Vrchovnice, Cerekvice, Hněvčeves, Stračov, Stračovská Lhota, Třebovětice, Řečice | 26,75    |
| 52     | Panský   | Borohrádek, statek Ferdinanda Lipštejnskýho z Kolovrat, řádu svatého Jana Hyerosolimitanskýho | městys Borohrádek, Žďár nad Orlicí, Šachov, Zdelov | 26,25    |
| 53     | Panský   | Aderspach, statek hraběte Don Lois de Caraffa | Zdoňov, Horní Adršpach, Dolní Adršpach, Libná | 23,875   |
| 54     | Panský   | Skály, statek paní Beaty Křinecký | půl Skály, Studnice, díl Horní Verneřovice | 22,75    |
| 55     | Rytířský | Horní Teplice, statek paní Marie Šenkyšové | Horní Teplice, Hodkovice | 22,125   |
| 56     | Panský   | Křenov, statek Vilíma Albrechta Krakovského z Kolovrat | Křenov, Chvaleč, Petříkovice, Bezděkov, Slavětín | 21,5     |
| 57     | Rytířský | Skalka, statek Jana Mladoty z Solopisk | Podbřezí, Lhota, Masty, Netřeba, Chábory | 18,75    |
| 58     | Rytířský | Chvalkovice, statek Rudolfa Dobřenskýho | Chvalkovice, Svinišťany Řikov, Nesytá, Komárov | 18,75    |
| 59     | Rytířský | Krátonovy a Boharyně, statek paní Veroniky Allstrlový | Boharyně, Krátonohy, Kunčice | 17,875   |
| 60     | Rytířský | Velký Vřešťov a Studnice, statek Gerharta Leyxa | Velký Vřešťov, Vilantice, Studnice, Horní Rybníky, Žernov | 17,25    |
| 61     | Rytířský | Sběř, statek paní Marie z Dytten | Sběř, Vlhošť, Žereticem Hradíštko | 16,5     |
| 62     | Rytířský | Vysoké Veselí, statek Václava staršího Bořka Dohalskýho z Dohalic | městys Vysoké Veselí, Veselská Lhota, Velešice | 16,375   |
| 63     | Rytířský | Rohoznice, statek Adama Sylvára | Rohoznice | 16       |
| 64     | Panovník | Smrkovice, panství Jeho Millosti císařské | Staré Smrkovice, Chomutice, Ohništany, Nevratice, Chomutičky | 14,625   |
| 65     | Rytířský | Holovousy a Hradištko, statek paní Veroniky de Carmes | Holovousy, Chodovice, Ostroměř | 13,75    |
| 66     | Panský   | Hrubý Jeřice, statek Jana Křineckýho | Jeřice, Březovice, Votuz, Chloumek | 12       |
| 67     | Panský   | Červená Třemešná, statek sirotkům Valštejnským | Červená Třemešná, Kal | 11,375   |
| 68     | Rytířský | Dolní Teplice, statek Zykmunda z Šmídu | Dolní Teplice | 10,5     |
| 69     | Rytířský | Přestavlky, statek Votíka Bukovskýho z Hustiřan | Rajec, Krchleby, Svídnice, Přestavlky, Chleny | 10       |
| 70     | Panský   | Dolní Dobrá Voda a Mokrovousy, statek Pertolda Záruby z Hustiřan | Dolní Dobrá Voda, Chlum, Mokrovousy | 9,875    |
| 71     | Rytířský | Dobřenice, statek Jiřího Frydrycha Dobřenského | Dobřenice | 8,75     |
| 72     | Rytířský | Velké Výkleky a Slibovice, statek Václava Albrechta Vltavskýho | Velké Výkleky, Slibovice, Kněžičky, Lovčice | 8,375    |
| 73     | Rytířský | Lično, statek Volfa Frydrycha Celtyce z Seydendorffa | Lično | 8        |
| 74     | Rytířský | Uhřínovice, statek Petra Talacky z Ještětice | Uhřínovice, Radostovice | 8        |
| 76     | Duchovní | Tuř, statek Colleje Soc. Jesu semin. Jičínského | Tuř, Hubálov, Kacákova Lhota, Labouň, Plotiště nad Labem | 7,875    |
| 77     | Rytířský | Skřivany, statek Krystofa Somerfelda | Skřivany, Myštěves, Podoliby, Kobylice, Králíky | 7,875    |
| 78     | Rytířský | Barchov, statek Vilíma Vodkolka | Barchov, Mžany | 7,625    |
| 79     | Městský  | J. Mti C. lidé svobodní komorou se řídící v gruntech panství Rychnovského ke Kutné Hoře přináležející | Velká Zdobnice a Říčky | 7,5      |
| 80     | Rytířský | Jičíněves, statek Jana Sumsandu | Jičíněves, Žitětín | 7,5      |
| 81     | Rytířský | Hoření Čermná, statek Jana Václava Šmuhaře | Čermná | 6,5      |
| 82     | Rytířský | Popovice a Přim, statek Linharta z Vinoře a pani manželky jeho | Popovice, Probluz, Dolní Přim, Jehlice, Horní Přim, Stěžírky | 6,375    |
| 83     | Rytířský | Lukavec a Sobětuš, statek Karla Stařenskýho | Lukavec u Hořic, Dobeš, Sobětuš | 5,75     |
| 84     | Rytířský | Zvíkov, statek sirotkův po panu Adamovi Rodovským | Zvíkov, Trnava | 5,75     |
| 85     | Rytířský | Janovice, statek sirotkův po Petrovi Strakovi | Janovice | 5,25     |
| 86     | Rytířský | Sudličkova Lhota, statek pany Kunykundy Odkolkové | Sudličkova Lhota, Němčí | 5,125    |
| 87     | Rytířský | Lhota Velká Lipanská, statek Krystofa Kyrejna | Velká Lhota | 5        |
| 88     | Panský   | Vrchní Kocléřov, statek Fridricha Jaroslava a Albrechta Hynka bratří Rychnovských | Kocléřov, Bukovina | 4,75     |
| 89     | Městský  | J. Mti C. lidé svobodní komorou se řídící v gruntech statku Vamberskýho ke Kutné Hoře přináležející | Peklo nad Zdobnicí | 4,5625   |
| 90     | Panský   | Sloupno, statek paní hraběnky Deffurový (Barbory Markety hr. Desfours) | Sloupno | 4,25     |
| 91     | Rytířský | Bílsko, statek Jana Millera z Zlatý Koruny | Bílsko | 4        |
| 92     | Rytířský | Sobčice, statek Jiřího Dohalskýho | Sobčice | 3,25     |
| 93     | Rytířský | Neděliště, statek Petra Myslíka Straky z Nednibilic | Neděliště | 3,25     |
| 94     | Rytířský | Žďár, statek Jiřího Hartmana | Žďár, Ždírec | 3,25     |
| 95     | Rytířský | Litič, statek. První díl Hanibala Liticskýho, 2.díl někdy paní Mandaleně Mičanový, a již panu Hertvíkovi Theobaldovi Litickýmu náležející | Litič | 3        |
| 96     | Panský   | Střezetice, statek Zikmunda Štose z Kounic | Střezetice | 2,875    |
| 97     | Rytířský | Podhorní Újezd, statek Jana Jiřího Dohalskýho | Podhorní Újezd | 2,75     |
| 98     | Rytířský | Řešetova Lhota, statek paní Anny Prunerový | Řešetova Lhota | 2,75     |
| 99     | Rytířský | Dolní Kocléřov, statek Jiřího Rozenheynu | Kocléřov | 2,375    |
| 100    | Rytířský | Hoděčín, statek Vilíma Bukovskýho z Hustiřan | Hoděčín, Ježkovice | 2,25     |
| 101    | Rytířský | Velká Bukovina, statek Rudolfa Hozlaura | Velká Bukovina | 2,25     |
| 102    | Rytířský | Ještětice, statek Jana Jiřího Vostroměřskýho z Rokytníka | Ještětice, Bilý Újezd | 2        |
| 103    | Rytířský | Radíkovice, statek Jetřicha Misky ze Zlunec | Radíkovice | 2        |
| 104    | Rytířský | Třesovice, statek Karla Rodovskýho | Třesovice | 2        |
| 105    | Rytířský | Kvasiny, statek paní Lidmily Vlkanovské | Kvasiny | 2        |
| 106    | Rytířský | Malá Bukovina, statek Jana Faelixa Zable | Malá Bukovina | 2        |
| 107    | Panský   | Vinary, statek Adama Rašína z Eissenburgku | Vinary | 1,875    |
| 108    | Rytířský | Bartoušov a Malý Barchůvek, statek sirotkův po Matějovi Jeníkovi | Bartoušov, Barchůvek | 1,875    |
| 109    | Rytířský | Dohalice (1.díl), statek Václava staršího Dohálskýho, (2.díl) Jana mladšího Dohalskýho | Dohalice, Dohaličky | 1,75     |
| 110    | Rytířský | Popovice, díl paní Markéty Kurantový | Popovice 2.díl | 1,75     |
| 111    | Rytířský | Těchlovice, statek Kateřiny Brachový Kapříkový z Lesonic | Těchlovice | 1,625    |
| 112    | Rytířský | Vojice, statek Bohuchvala Dohalskýho | Vojice díl | 1,5      |
| 113    | Rytířský | Vojice, statek Jiřího Vojickýho | Vojice 2.díl | 1,5      |
| 114    | Rytířský | Domoslavice, statek Frantisca de Jacobi | Domoslavice | 1,125    |
| 115    | Panský   | Velichovky, statek Sylvie Kateřiny hraběnky Černínové | Velichovky | 1        |
| 116    | Panský   | Světí, díl druhý, statek paní Magdaleny hrabinky Ladronový | Světí díl 2 | 1        |
| 117    | Rytířský | Střeziměřice, statek paní Johanny Dohalský | Střeziměřice | 1        |
| 118    | Rytířský | Puchlovice a Homyle, statček Jana Jistřibskýho | Puchlovicem, Homyle | 1        |
| 119    | Rytířský | Humburky, statek Jiřího Faelixa Vančury | Humburky | 1        |
| 120    | Rytířský | Vestec, statek Jana nejstaršího Hubryka | Vestec | 1        |
| 121    | Rytířský | Lišný, statček Zdenka Zásmuckýho | Lišný (Studenec) | 0,75     |
| 122    | Rytířský | Starý Radostov, statek Kapříka z Lesonic (Jindřicha) | Starý Radostov | 0,625    |
| 123    | Rytířský | Masty, statek Zdenka Dobřenského z Dobřenic | Masty | 0,625    |
| 124    | Rytířský | Trnava, statek paní Kateřiny Radecký z Dračce | Trnava | 0,5      |

## Soudní okresy kraje od roku 1855

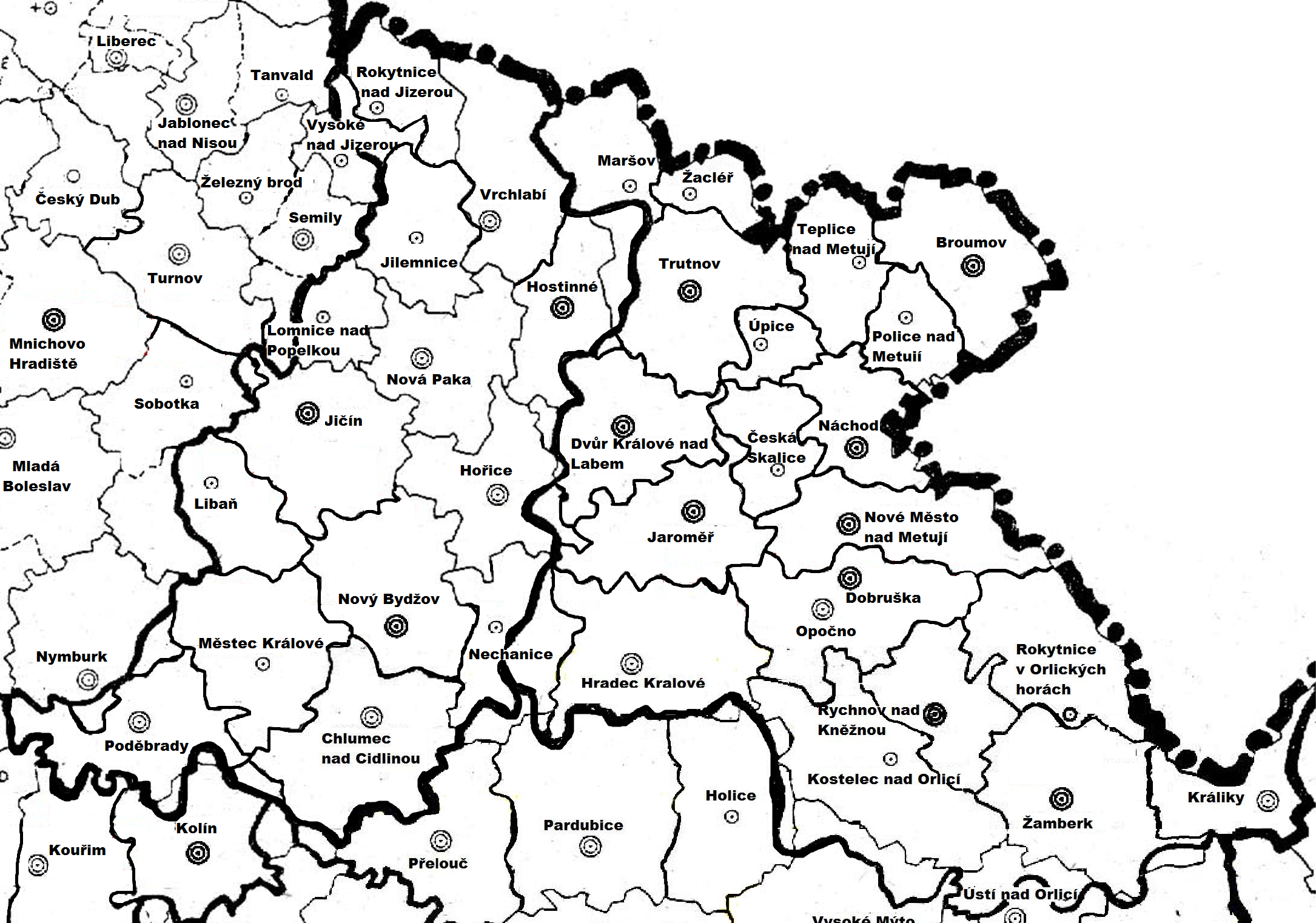
Porovnání umístění soudních okresů s původním feudálním Hradeckým a Bydžovským krajem, jehož základní jednotkou bylo panství

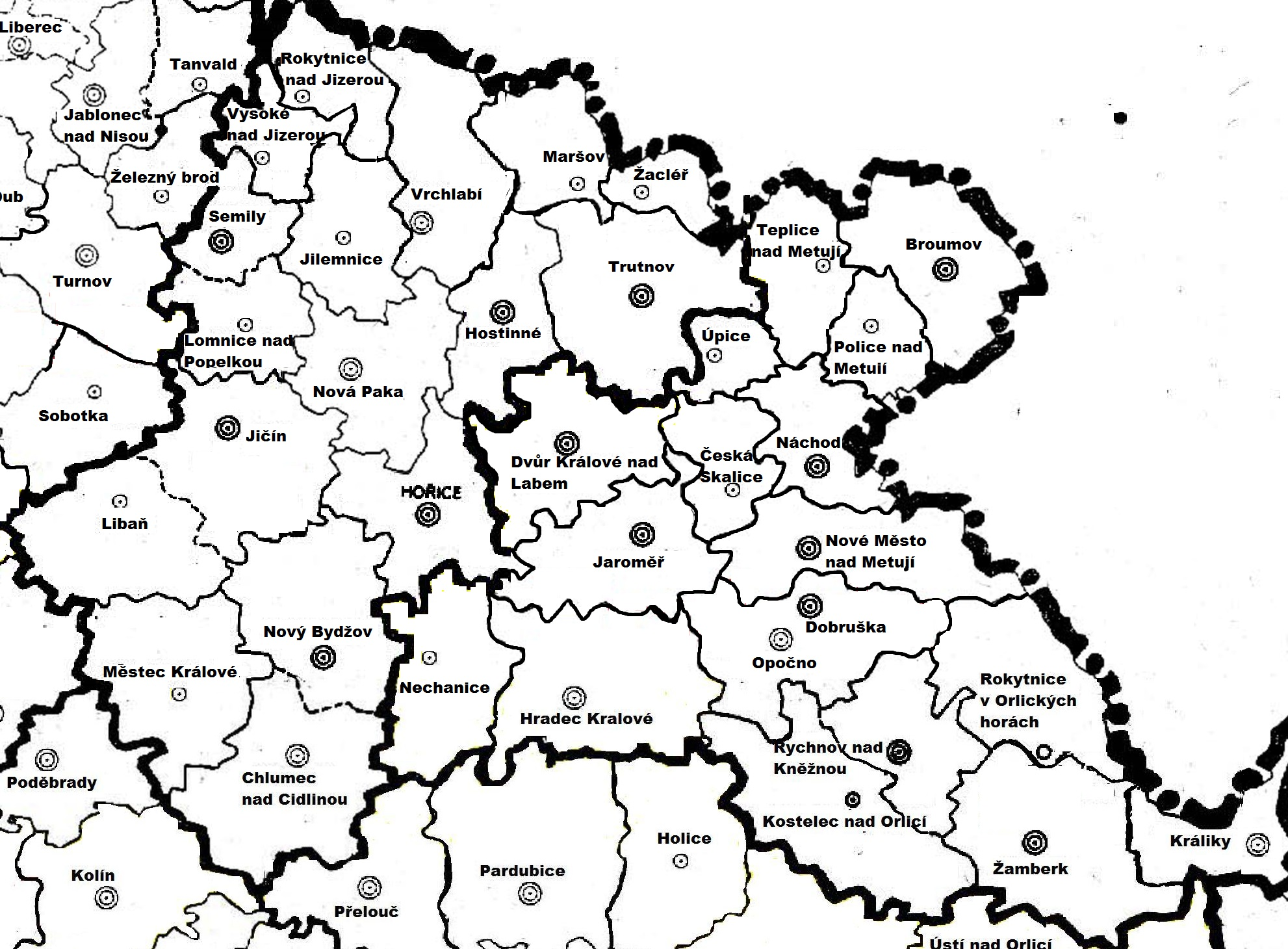
Soudní okresy Hradeckého a Jičínského kraje od roku 1855, základní jednotkou je svobodná obec

Hradecko
- Hradec Králové
- Nechanice
- Jaroměř
- Teplice nad Metují
- Úpice
- Broumov
- Česká Skalice
- Náchod
- Nové Město nad Metují
- Police nad Metují
- Dobruška
- Opočno
- Rychnov nad Kněžnou
- Kostelec nad Orlicí
- Rokytnice v Orlických Horách
- Králíky
- Žamberk

Jičínsko
- Nový Bydžov
- Chlumec nad Cidlinou
- Libáň
- Jičín
- Lomnice nad Popelkou
- Nová Paka
- Hostinné
- Hořice
- Městec Králové
- Jilemnice
- Vysoké nad Jizerou
- Rokytnice nad Jizerou
- Vrchlabí
- Maršov
- Trutnov
- Žacléř
- Semily